# Luxemburgo en los Juegos Olímpicos de Milán-Cortina d'Ampezzo 2026
Luxemburgo estará representado en los Juegos Olímpicos de Milán-Cortina d'Ampezzo 2026. Responsable del equipo olímpico es el Comité Olímpico y Deportivo Luxemburgués.